# Кудряшов Олег Сергійович
Кудряшов Олег Сергійович (нар. 6 травня 1936, Сталінград, нині — Волгоград, Росія) — український флейтист, професор Національної музичної академії України імені Петра Чайковського. Заслужений артист УРСР. Народний артист України (2008), лауреат II премії Паризької консерваторії (1959), лауреат (І премії) Всесвітнього фестивалю молоді і студентів (Хельсінки 1962), лауреат (ІІ премії) Всесоюзного конкурсу музикантів — виконавців на духових інструментах (1963).

## Життєвий шлях
У 14 років вперше спробував грати на флейті. Взявши флейту зі школи  додому, його старенький викладач захворів, тому молодому Олегу прийшлось навчатись самому (йому трохи допомагав батько, що в дитинстві також займався на флейті, але не став професійним музикантом). І до того часу, як його викладач виздоровів, Олег Сергійович навчився доволі добре грати на своєму інструменті. Прийшовши на урок до викладача та побачивши його сум в очах, що ніби говорив “ну давай побачимо ще одного учня, що знову помучається та кине цей інструмент”, Кудряшов почав йому грати номер за номером, що готував самостійно вдома, і з кожним номером його викладач все більше і більше набирався ентузіазму і відразу ж після уроку повідомив батьку, що дитину потрібно віддати в музичну школу, бо “тут йому не місце - у нього талант”. Так і вирішилась і розпочалась музична доля Кудряшова Олега Сергійовича.
У 1950—1954 навчався гри на флейті у Воронезькому музичному училищі.
У 1954—1956 роках —навчався у Музично-педагогічному інституті імені Гнєсіних.
В 1958 році навчався у Паризькій консерваторії (клас Г. Крюнеля).
1959 року закінчив Московську консерваторію імені Петра Чайковського по класу флейти (клас М. І. Платонова).
1961—1962 роки — асистент професора Платонова. 
У 1962 році — закінчив аспірантуру.
Від 1963 року — соліст заслуженого Державного симфонічного оркестру УРСР.
У віці 27 років вперше приїхав до України,в результаті того, що “закінчивши аспірантуру, я не зміг в Москві знайти достатнє солідне застосування своїх творчих сил. А в Києві побувавши один раз як турист - закохався у це місто!”. І після пошуків достойного місця роботи у Москві, що не увінчалося успіхом, Олег Сергійович зателефонував у Київ видатному та відомому диригенту Натану Григоровичу Рахліну, на що він відповів “А ми якраз шукаємо флейтиста, при чому високого рівня. Тож приїжджайте і ви будете кандидатом на посаду флейтиста-соліста.” 
По чудовому збігу обставин оркестр, яким керував сам Натан Рахлін, перебував на гастролях у Ленінграді, і Олег Сергійович, приїхавши до них на гастролі, зіграв соло, що дуже всіх схвилювало й захопило своєю вишуканістю, що була зовсім не схожа на ту манеру виконання, яку показували у Києві і яка була “затверджена” у колективі державного оркестру. Після чого, приїхавши до Києва та пройшовши умовний конкурс, залишився в Україні. 
Ще граючи в оркестрі, став грати як соліст. Зігравши декілька концертів, якими диригував Натан Григорович, і потім за чудовим збігом обставин був організований Київський камерний оркестр під чолом Антона Шароєва. Спробувавши зіграти 1 програму з цим оркестром, всім дуже сподобався цей задум своєю оригінальність, бо на той час флейтисти як солісти не виступали. Але після декількох гастрольних концертних виїздів разом з оркестром, зрештою склалася така ситуація, що вже поєднувати з оркестром він не міг. Із-за цього звільнилось місце  соліста-інструменталіста в Укрконцерті, який тоді переживав свої дуже яскраві та насичені часи, тому що Укрконцерт був організацією-монополістом в прокаті тогочасної “поп-музики”, через які проходили дуже відомі виконавці всього СРСР та проводили поп-концерти. В числі цих виконавців була і Алла Пугачова.   
За сумісництвом від 1966 почав викладати у Національній  музичній академії України (Київ), від 1994 – став професором кафедри дерев’яних духових інструментів.
Побачивши,що в Київській філармонії, де Олег Сергійович тоді працював, є дуже сильні солісти-інструменталісти, такі як віолончеліст Валентин Потапов, скрипач Аркадій Винокуров, піаніст В'ячеслав Новіков, Кудряшов думав “як би з таких неординарних людей створити невеликий ансамбль, який займався би пропагандою класичної старинної музики?”. І знайшовши програму зробили концерт. І одразу ж перший концерт викликав ажіотаж по серед публіки,після чого закрутилась їхнє концертне життя.  
Так він став організатором і керівником (1979–89) інструментального камерного ансамблю старовинної музики «Гармонія» при Київській філармонії, для якого сам виготовив клавікорд та органолу. Під час концертів також пропагував музику українського бароко. Ансамбль почали запрошувати на гастролі по Україні, країнах  СНД, Чехії, Фінляндії, Німеччині, Польщі. але після 10 років спільної роботи ансамбль розпався із-зі того, що інструменталісти емігрували. Новіков став солістом Фінляндії , Винокуров поїхав до Австрії.
Найдивовижніше є те, що Олег Сергійович був першим виконавцем майже всіх творів українських композиторів для флейти, у тому ж числі «Дивертисмент» А. Штогаренка, Камерна симфонія № 3 Є. Станковича, Поема, «Слов’янське коло» та Ноктюрн Ж. Колодуб, Партита Л. Дичко та ін
Як соліст він брав участь у концертах провідних українських ансамблів в Україні та за кордоном та авторських концертах композиторів. 

## Творча праця
З ім'ям Олега Кудряшова пов'язано формування київської модерної флейтової школи. Він є яскравим представником Європейської виконавської музичної школи академічного напрямку. Саме йому пощастило студіювати модерний напрямок гри на духових інструментах під час навчання в Паризькій консерваторії. На концертній сцені він пропагував твори Пуленка, Хіндеміта, Боцца, Р. Штрауса та інших модерних композиторів, твори яких були в той час практично не доступні через тогочасну політичну ситуацію в СРСР. Водночас Олег Кудряшов є яскравим представником класичної камерно-інструментальної музики. У свій час він організував камерний оркестр. Пропагував музику українського бароко. Блискучий віртуоз, чуттєвий виконавець, соліст високої культури. Його виконавський напрямок характерний глибокою звуковою палітрою, віртуозною технікою, внутрішньою сконцентрованістю, ритмом, відчуттям фрази та динаміки. Концертні програми у виконанні Кудряшова повсякчас привертали увагу Київських слухачів, завжди виконувались у вищій мірі виразно, викінчено, артистично.
Народний артист СРСР, композитор А. Я. Штогаренко про Кудряшова: «Чудовий музикант-виконавець, тонкий інтерпретатор класичного і сучасного репертуару. Його концертні виступи мають значний успіх. Він грає не тільки в оркестрі, але і провадить велику концертну діяльність з Київським камерним оркестром, гастролює містами України, СРСР і за кордоном, пропагуючи твори класичної і радянської музики. В його рисах ми бачимо флейтиста високого класу, який вирізняється артистизмом і витонченим смаком».
Працював в Укрконцерті та філармонії, організував і керував інструментальним ансамблем «Гармонія» (1975—1985), відроджував і популяризував старовинну українську музику.
Серед оригінальних програм музиканта-віртуоза — «Музика 8-річного В. А. Моцарта» (запис СД-диска). Кудряшов виконав майже всі концертні твори українських композиторів для флейти. Має 58 фондових записів на Укртелерадіо, серед яких — твори українських композиторів: Камерна симфонія № 3 для флейти та струнних Є. Станковича, концерти В. Губаренка, О. Зноско-Боровського, Л. Дичко, К. Віленського, Г. Саська, В. Шумейка та інших. Від 1965 року в Академії веде клас камерного ансамблю та флейти, спеціальний клас флейти (з 1972 р. постійно); у Львівській консерваторії (з 2005), доцент (1989), професор (1996), народний артист України (2009). Виховав понад 150 музикантів, серед яких — лауреати численних конкурсів та фестивалів: В. Дмитрієв, І. Пилипчак, І. Горкун, Т. Гаврилюк, С. Єлізаров, З. Бекірова, А. Шапочкіна, Сінь Дінь-Дінь, Г. Кійденко, Д. Калайда, І. Єрмак, А. Ганзенко.
За багаторічний період творчої і педагогічної праці Кудряшов виховав цілий ряд виконавців-флейтистів, лауреатів республіканських конкурсів, педагогів, які працювали в різноманітних оркестрах.